# Mikó F. László
Mikó F. László, névváltozat: Mehringer László (Budapest, 1953–) magyar festő, grafikus.

## Életútja
Autodidakta művész, képzőművészeti tevékenységét az 1970-es évek elején kezdte a szentendrei Vajda Lajos Stúdióban. Balogh István Vilmos szellemi irányításával egy külön kis csoport alakult a Vajda Studión belül, Imreh Tibor, Tóth István, Selényi Károly István, Győrffy Sándor, Bereznai Péter és Mikó F. László részvételével. Ez a művészcsoport a modern kor problémáira érzékeny gondolkodásával új színt vitt az akkori Vajda Studió életébe. Mindnyájan erősen kötődtek a manipulált fotó, szitatechnika, a koncept art, a kisebb-nagyobb tárgyösszeállítások és térberendezések műfajához.
1976-1984 közt a Művészeti Alap Fiatal Képzőművészek Stúdiójához is kapcsolódott. 
1974-től kiállító művész. 35 egyéni kiállításon mutatkozott be Magyarországon, továbbá a hazai szentendrei és külföldi kollektív tárlatokon szerepel. 2002-ben részt vett a Vajda Stúdió jubileumi kiállításán a Műcsarnokban. Munkái megtalálhatóak magán- és közgyűjteményekben (POLAROID USA, MMKF B.R.D., Weiß-Sammlung B.R.D., stb.).
1979-ben megalakította az Art-el csoportot. 1984-ig tizenkét performansz bemutatót tartottak. Ez alatt az időszak alatt készített hat rövidfilmet. 2000-ben és 2001-ben a Frankfurti könyvvásáron állított ki művészkönyveket. A Magyar Újságírók Országos Szövetségének tagjaként 1996-tól újságírással, laptervezéssel, designkritikával foglalkozik. Rendszeresen tart ismeretterjesztő és szakmai előadásokat, képzéseket a médiával kapcsolatos kérdésekről. Folyamatosan dolgozik az emasa-ra, a MÚOSZ által működtetett web-portálra.
Közben 2005-től a Magyar Diszlexia Alapítvány kuratóriumának elnöke. Az Alapítvány a Freiburgi Egyetem Agykutató Központjának együttműködésével és segítségével indult, s foglalkozik a diszlexiás és diszkalkuliás gyerekek diagnosztizálásával, valamint felvilágosító előadások, képzések és tréningek szervezésével minden olyan témakörben, mely a tanulási nehézségekkel küzdő gyermekek problémáival kapcsolatos. Az alapítvány együttműködik számos civil szervezettel. 
Speciális fejlesztések és kutatások támogatása tartozik még tevékenységi körébe.
2006 óta kommunikációs tanácsadó. 2008 óta intenzíven foglalkozik a vizuális észlelés kutatásával. Nyolc évig Németországban alkotott, jelenleg Dunaharasztiban él és alkot.